# شهباز چهچهه‌زن شرقی
شهباز چهچهه‌زن شرقی (نام علمی: Melierax poliopterus) یا شهباز چهچهه‌زن سومالی، پرنده شکاری شرق آفریقا است.
اغلب تا ۲۰۰۰ متر در نیمه‌بیابانی، بوته‌های خشک و علفزارهای جنگلی یافت می‌شود. در جنوب اتیوپی، جیبوتی، غرب سومالی، شرق کنیا، شمال شرقی تانزانیا، و مجاور اوگاندا یافت می‌شود.

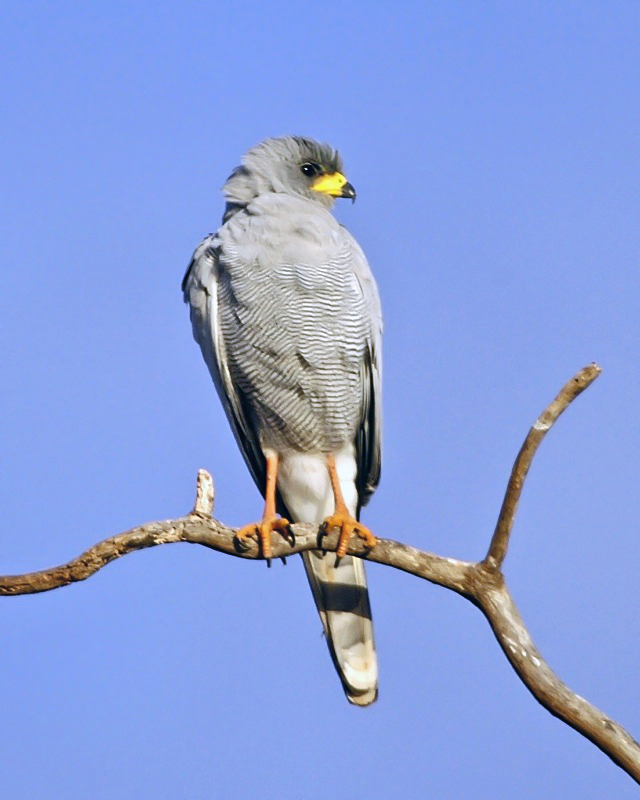
در پارک ملی ساوو شرقی، کنیا